# AVA DoBro
AVA DoBro, zuvor Avalon Willoughby West, ist ein 190,2 m hoher Wolkenkratzer im Stadtbezirk Brooklyn in New York City, Vereinigte Staaten. Von 2015 bis 2019 war er das höchste Gebäude in Brooklyn. Mit Stand 2024 ist der Wohnturm nach dem The Brooklyn Tower (325 m) und dem City Point III (220 m) der dritthöchste Wolkenkratzer von Brooklyn.

## Beschreibung
Der Wohnturm befindet sich im Stadtteil Downtown Brooklyn an der Willoughby Street zwischen Bridge Street und Duffield Street. Er wurde von SLCE Architects entworfen, von 2013 bis 2015 erbaut und von 2015 bis 2017 in Abschnitten eröffnet. Bauherr und Eigentümer ist die Avalonbay Communities Inc. Der Wolkenkratzer ist 190,2 Meter (624 Fuß) hoch und hat 58 Etagen. Er beherbergt 826 Mietwohnungen, ein Parkhaus und 1400 m² Einzelhandelsfläche im Erdgeschoss. Das L-förmige Gebäude hat einen vier- bis sechsgeschossigen Sockel und eine Glasfassade, die mit weißen Paneelen und hell- und dunkelblauen Fenstern asymmetrisch gestaltet ist. Der Südflügel an der Bridge Street ist zweigeteilt 29 Etagen und südlich abschließend zwei Etagen hoch. Vom Untergeschoss bis zur 2. Etage wird insbesondere der Südflügel von einem Parkhaus eingenommen. Für die Bewohner stehen Freizeiteinrichtungen in der 30. Etage, Terrassen auf dem Sockel sowie beim Südflügel eine Dachterrasse auf dem 29. Stock und eine begrünte Terrasse über dem Parkhaus zur Verfügung. Eingang und Adresse der 500 in den Etagen 2 bis 29 befindlichen Mietwohnungen ist „100 Willoughby Street“, die unter AvalonBay Willoughby Square vertriebenen 326 Mietwohnungen mit gehobener Ausstattung in den Etagen 31 bis 58 haben ihren eigenen Eingang mit der Adresse „214 Duffield Street“.
Im Zuge der Errichtung von AVA DoBro entstand an der Ecke Bridge Street/Willoughby Street ein im Gebäude integrierter neuer Zugang zur Station Jay Street–MetroTech der New York City Subway. Hier besteht ein direkter Zugang zur entlang der Willoughby Street verlaufenden U-Bahn-Linie  sowie die Möglichkeit zum Übergang zu den Linien , die entlang der Jay Street verkehren.

## Ansichten

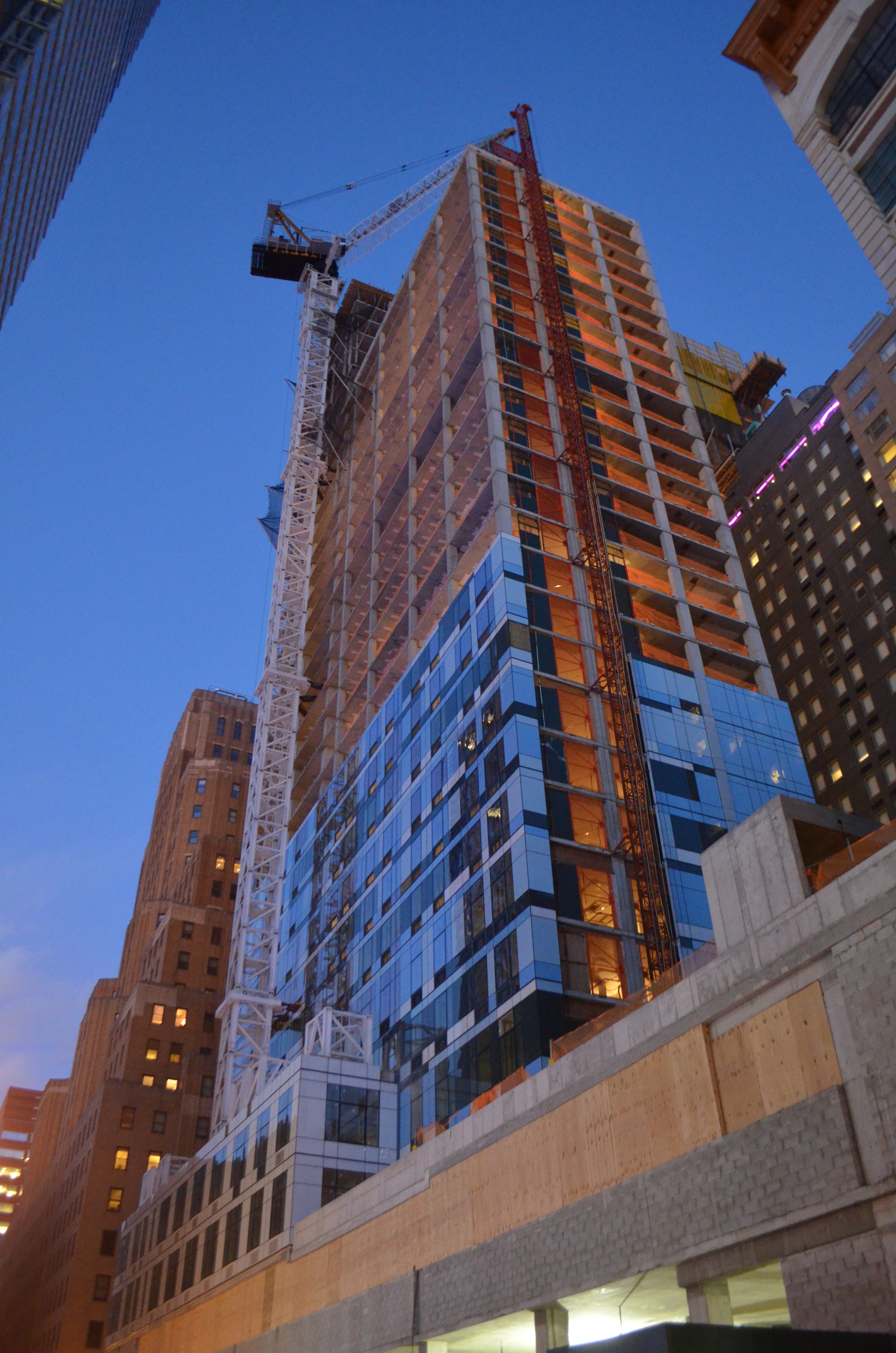
Bauphase im Dezember 2014
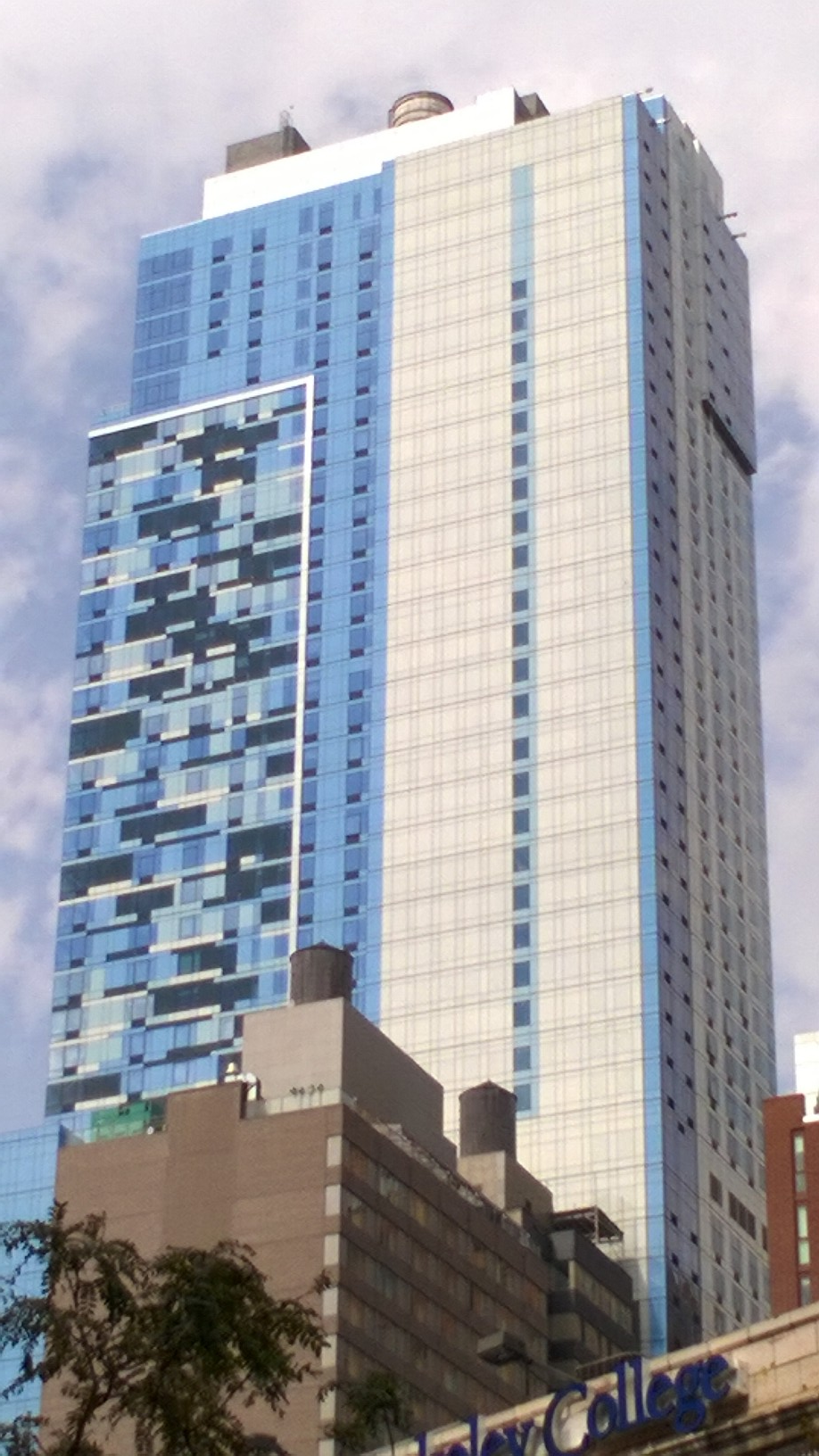
Der Wolkenkratzer am 18. September 2016
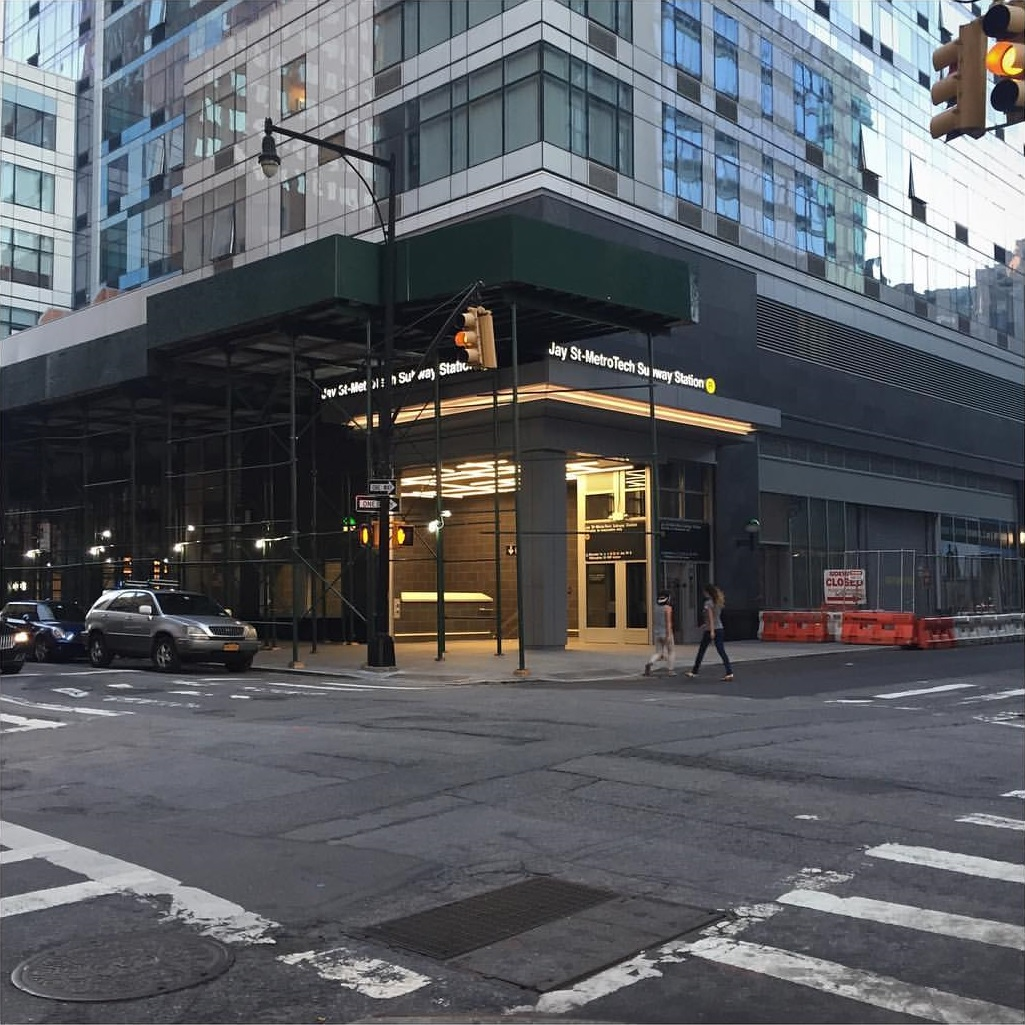
U-Bahn-Eingang Jay Street–MetroTech im Gebäudesockel